# Helmut Roth (Prähistoriker)
Helmut Roth (* 14. Juli 1941 in Berlin; † 22. September 2003 in Bonn) war ein deutscher Prähistoriker.
Nach seiner Schulzeit studierte Helmut Roth Vor- und Frühgeschichte, Klassische Archäologie und Geologie an der Universität Würzburg. 1969 schloss er sein Studium mit einer Promotion über Die Ornamentik der Langobarden in Italien ab. Es folgten Hochschulassistenturen an der Universität Göttingen und der Universität Würzburg. In Göttingen wurde er 1966 Mitglied im Göttinger Wingolf. Im Jahre 1975 wurde er mit seiner Arbeit über Archäologische Zeugnisse des frühen Christentums bei den Alemannen habilitiert und trat eine Professur an der Universität Marburg an. Seit 1992 war er Professor für Vor- und Frühgeschichtliche Archäologie an der Universität Bonn und war 1996 bis 2000 Dekan der Philosophischen Fakultät. Roth war ordentliches Mitglied des Deutschen Archäologischen Instituts sowie zahlreicher weiterer wissenschaftlicher Institutionen im In- und Ausland.
Zu seinen zentralen Forschungsbereichen gehörten die Archäologie und Kunstgeschichte des frühen Mittelalters, die Geschichte der Völkerwanderungszeit sowie Sozial-, Wirtschafts- und Handelsgeschichte. Zu seinen letzten Projekten gehörten Ausgrabungen der Universität Bonn in der Mongolei, in Nepal und Sri Lanka sowie die Auswertung des frühmittelalterlichen Gräberfeldes von Weingarten.

## Veröffentlichungen (Auswahl)
- Die Ornamentik der Langobarden in Italien. Bonn 1973.
- mit Herbert Jankuhn / H. Nehlsen (Hrsg.): Zum Grabfrevel in vor- und frühgeschichtlicher Zeit (= Abhandlungen der Akademie der Wissenschaften Göttingen, Phil.-Hist. Kl., 3. Folge, Nr. 113). Göttingen 1978.
- Kunst der Völkerwanderungszeit (= Propyläen Kunstgeschichte, Supplementband 4). Frankfurt/Main 1979.
- mit Egon Wamers (Hrsg.): Hessen im Frühmittelalter. Archäologie und Kunst. Sigmaringen 1984.
- Kunst und Handwerk im frühen Mittelalter. Stuttgart 1986.
- (Hrsg.): Zum Problem der Deutung frühmittelalterlicher Bildinhalte. Akten l. Internat. Kolloquium Marburg a. d. Lahn, 15. bis 19. Februar 1983 (= Veröffentlichungen des Vorgeschichtlichen Seminars der Philipps-Universität Marburg a. d. Lahn, Sonderband 4). Sigmaringen 1986.
- mit Claudia Theune: Das frühmittelalterliche Gräberfeld bei Weingarten (Kr. Ravensburg). Katalog der Grabinventare. Stuttgart 1995, ISBN 3806211752.
- mit M. Domroes (Hrsg.): Sri Lanka: Past and Present. Archaeology, Geography, Economics. Selected Papers on German Research. Weikersheim 1998.
- mit Hans-Joachim Weißhaar, W. Wijeyapala (Hrsg.): Ancient Ruhuna. Sri Lanka-German Archaeological Project in the Southern Province. Mainz 2001.